# Melchor Salvá y Hormaechea
Melchor Salvá y Hormaechea (Pamplona, 13 de març de 1834 - Madrid, 17 de gener de 1917) fou un jurista espanyol, acadèmic de la Reial Acadèmia de Ciències Morals i Polítiques.

## Biografia
El seu pare, Jaume Salvà, era un mallorquí catedràtic a la Universitat Central de Madrid. El 22 de setembre de 1856 es va llicenciar en dret administratiu a la Universitat Central de Madrid, doctorant-se en 1858. Des de 1856 fou professor de dret polític comparat a la universitat, en substitució de Laureà Figuerola, el 1857 el nomenaren catedràtic substitut de les vacants i en 1858 obté la càtedra d'Història general del Comerç i Dret mercantil de l'Escola de Comerç de Madrid i la càtedra d'Economia política i Estadística en la Facultat de Dret de la Universitat de Santiago de Compostel·la.
El març de 1860 fou nomenat catedràtic numerari d'Elements d'Economia política i Estadística a la Universitat Central, i el 1864 secretari interí de la Facultat de Dret, càrrec que va ocupar fins a 1866. En 1865 va obtenir la càtedra de Filosofia del Dret i Dret internacional a la Universitat Central, en 1866 la càtedra d'Oratòria forense de la Universitat de Santiago, en 1867 catedràtic numerari d'Economia Política i Estadística de Santiago, en 1869 catedràtic de Filosofia del Dret i de Dret Internacional, el 1871 secretari de la Facultat de Dret de Santiago. En 1876 va obtenir la càtedra de Legislació comparada de la Universitat Central, secció civil i del canònic i en 1879 fou escollit acadèmic de la Reial Acadèmia de Ciències Morals i Polítiques.
En 1896 va deixar la Universitat Central de Madrid per Càtedra d'Economia Política i Estadística i Hisenda Pública la Universitat de València fins a la seva jubilació el 1903. Va morir d'arterioesclerosi al seu domicili de Madrid.

## Obres
- De la beneficencia pública. Discurso pronunciado en la Universidad Central en el acto solemne de recibir la investidura de Doctor en la facultad de Jurisprudencia, Don Alejandro Hómez Fuentenebro, Madrid, 1858.
- Curso de Economía Política, José Perales y Martínez, Madrid, 1888.
- Programas de economía política y estadística con arreglo a los cuales explica estas asignaturas en la Universidad Central, José Perales y Martínez, Madrid, 1881.
- Tratado de Economía Política.
- Estudios elementales de Economía política.